# Jordbävningen i Guatemala 2012
Jordbävningen i Guatemala 2012, inträffade den 7 november kl 16:35:47 UTC (10:35:47 lokal tid). Jordbävningen nådde 7.4 på Momentmagnitudskalan och epicentrum låg i Stilla havet, 35 kilometer söder om Champerico. Skalvet kändes av i Guatemala, men också i delar av Mexiko, El Salvador, Belize, Honduras, Nicaragua och Costa Rica.